# Tödliche Pfeile
Tödliche Pfeile (Originaltitel: Little Big Horn) ist ein US-amerikanischer Western aus dem Jahr 1951 von Charles Marquis Warren in seinem Regiedebüt
mit Lloyd Bridges und John Ireland in den Hauptrollen. Der Film wurde von Lippert Production, Inc  produziert und basiert auf einer wahren Begebenheit.

## Handlung
Das Fort Abraham Lincoln im Juni 1876. Celie Donlin, Ehefrau des Kavallerie-Captains Phil Donlin, hat eine Affäre mit Lieutenant Haywood. Sie versucht, ihren Liebhaber zu überzeugen, die Armee zu verlassen und mit ihr wegzuziehen. Beide wissen nicht, dass Donlin früher als erwartet von einer Patrouille zurückgekehrt ist und das Gespräch gehört hat. Nachdem ihm Celie klargemacht hat, dass sie ihn nicht mehr liebe, führt er am nächsten Morgen eine weitere Patrouille an.
Nach drei Wochen der Aufklärung treibt Donlin seine erschöpften Männer an, um das Camp Yellowstone zu erreichen. Dort lagert die 7. US-Kavallerie unter Oberstleutnant Custer, der vor einem riesigen Indianerlager gewarnt werden muss. Donlin lässt an einer Wasserstelle rasten, als Haywood mit seiner Einheit erscheint. Er hat den Befehl, Donlin zurück ins Fort zu schicken. Donlin klärt Haywood über die gefährliche Lage, in der sich Custer befindet, auf und ist bereit, den Befehl zu verweigern. Haywood will seine Einheit nicht auf ein Selbstmord-Kommando schicken. Donlin weist Haywood an, seine Männer zurückzuschicken. Er selber soll als stellvertretender Kommandant bei Donlin bleiben. Die Patrouille unternimmt einen Gewaltmarsch, um Custer innerhalb der nächsten drei Tage zu erreichen. Als ein nervöser Soldat einen Sioux-Späher anschießt, schickt Donlin Haywood, der den Indianer töten soll. Haywood führt den Befehl aus, wird dabei von dem Scout Quince gerettet, der einen zweiten Krieger tötet. Später gibt Haywood Donlin ein Foto von Celie. Er erzählt ihm nicht, dass er die Beziehung beendet hat, weil er gemerkt hat, dass sie ihren Mann immer noch liebt.
Private Hofstetter macht sich Sorgen um seine schwangere Frau. Er überzeugt Private Harvey, mit ihm zu desertieren und zum Fort zurückzukehren. Die beiden werden von einem Trupp der Sioux angegriffen. Während Hofstetter von Haywood gerettet wird, wird Harvey getötet. Da ihre Anwesenheit nun bekannt ist, lässt Donlin das Marschtempo verschärfen. Die Vorhut bilden der Crow-Scout Corporal Arika und Corporal Moylan. Sie entdecken Quince, von Pfeilen an einen Marterpfahl genagelt. Bei dem Versuch, Quince zu retten, wird Arika getötet. Auch Quince stirbt kurz darauf. Haywood macht sich über die bisherigen Verluste Sorgen. Donlin erinnert ihn daran, dass diese kleine Truppe zum Ziel hat, hunderte anderer Soldaten zu retten. 
Als Haywood von einem Spähgang nicht zurückkommt, beginnen die übrigen Soldaten, aufzubegehren. Die Männer beruhigen sich auch nicht, als der Lieutenant doch erscheint und berichtet, dass sich die Indianer auf Custers Ankunft vorbereitet haben. Donlin sieht seine Autorität untergraben und fordert Haywood zu einem Faustkampf heraus, der unentschieden endet. Die Patrouille reitet schließlich weiter und entdeckt einen zerstörten Treck. Kurz darauf greifen die Indianer die Patrouille an. Donlin ist der Erste, der getroffen wird. Sterbend übergibt er Haywood das Kommando, der die Männer zu einem Sturmangriff auf die Sioux anführt. Die Indianer sind zahlenmäßig weit überlegen, keiner der Soldaten überlebt.

## Produktion

### Hintergrund
Gedreht wurde der Film vom 15. Februar bis Anfang März 1951 auf der Iverson Movie Ranch in Chatsworth sowie in den Universal-Studios in Universal City.
Der Film endet in der Originalfassung mit einer Texteinblendung, auf der vermerkt wird, dass ca. 6 Meilen (ca. 9 Kilometer) von Custers Schlachtfeld entfernt neun Gräber gefunden wurden. Zwar sind sie unmarkiert, es wird aber angenommen, dass es sich um die Gräber der von Donlin und Haywood geführten Patrouille handelt. Die echten Namen der Kommandeure waren Captain Frederick K. Giddleren und Lieutenant Charles Larin.

### Stab
Frank Paul Sylos oblag die künstlerische Leitung. Verantwortliche Toningenieure waren John R. Carter und Virgil Smith. Ira Webb arbeitete als Regieassistent.

## Veröffentlichung
Die Premiere des Films fand am 8. Juni 1951 in San Francisco statt. In der Bundesrepublik Deutschland kam er am 15. Januar 1954 in die Kinos, in Österreich im Oktober 1954.

## Kritiken
Das Lexikon des internationalen Films schrieb: „Ein Leichen sammelnder, zähflüssiger B-Western, der ein konventionelles Heldenepos anstimmt. Von der deutschen Synchronisation um etwa fünf Minuten gekürzt und damit "entmilitarisiert".“
Der Kritiker des TV Guide lobte, wie hervorragend Stimmung und Charaktere gebildet werden. Regisseur Warren leite den Film mit sicherer Hand. Das Ergebnis sei für ein Regiedebüt bemerkenswert.